# 石景山南駅
石景山南駅（せきけいざんみなみえき）は中華人民共和国北京市石景山区魯谷街道衙門口南社区に位置する中国鉄路総公司北京鉄路局が管轄する駅である。1907年に開業した。

## 所属路線
- 中国国鉄
  - 豊沙線：北京駅起点より25km、沙城駅終点まで96km
  - 京原線：本駅起点、原平駅終点まで419km

## 駅構造
- 単式ホーム1面、島式ホーム1面の地上駅である。

## 歴史
- 1907年 - 開業した。

## 隣の駅
中国鉄路総公司
豊沙線
豊台駅 - 石景山南駅 - 養馬場駅
京原線
石景山南駅 - 大灰廠駅
座標: 北緯39度52分25秒 東経116度12分31秒 / 北緯39.873611度 東経116.208611度